# Gobierno Nehammer
El Gobierno Federal de Nehammer fue el Gobierno Federal de la República de Austria en funciones desde el 6 de diciembre de 2021 hasta el 10 de enero de 2025 y liderado por el Canciller de Austria Karl Nehammer.

## Historia
Después de la renuncia de Alexander Schallenberg como canciller federal el 2 de diciembre de 2021, se hizo necesaria una nueva formación. Su sucesor como canciller fue el presidente interino del partido ÖVP y exministro del Interior, Karl Nehammer. Al igual que los gobiernos anteriores desde las elecciones de 2019, está formado por el Partido Popular Austríaco (ÖVP) y los Los Verdes-La Alternativa Verde (GRÜNE).
El equipo de gobierno verde siguió siendo el mismo que en el gobierno de Schallenberg; Además del jefe de gobierno, hubo cambios de personal en el ÖVP. Schallenberg regresó al Departamento de Estado, reemplazando a Michael Linhart. El sucesor de Nehammer como Ministro del Interior fue Gerhard Karner, miembro del parlamento estatal de Baja Austria. Magnus Brunner sustituyó al anterior ministro de Finanzas, Gernot Blümel, que había anunciado su dimisión el 2 de diciembre. Martin Polaschek, anteriormente rector de la Universidad de Graz, se hizo cargo del Ministerio de Educación de Heinz Faßmann. La presidenta del Partido de los Jóvenes, Claudia Plakolm, se convirtió en la nueva secretaria de Estado en la Cancillería Federal y se hizo cargo de las agendas juveniles, que anteriormente habían sido retiradas de la cartera de la ministra de la Cancillería, Susanne Raab. A cambio, Raab se hizo cargo de las agendas mediáticas ya ubicadas en la Cancillería.
El 8 de marzo de 2022, tras la dimisión de Wolfgang Mückstein como ministro de Sanidad, Johannes Rauch prestó juramento como su sucesor en el Ministerio Federal de Asuntos Sociales, Sanidad, Atención y Protección del Consumidor. El 9 de mayo de 2022, la ministra de Agricultura, Elisabeth Köstinger, y la ministra de Asuntos Económicos, Margarete Schramböck, anunciaron su dimisión. Esto fue seguido por la juramentación de nuevos miembros del gobierno el 11 de mayo de 2022. Por un lado, Martin Kocher prestó juramento como Ministro Federal de Asuntos Digitales y Económicos, además de su cartera anterior. Fue asistido por Susanne Kraus-Winkler en una recién creada Secretaría de Estado. Florian Tursky fue nombrado Secretario de Estado en el Ministerio de Finanzas. Norbert Totschnig debería haber prestado juramento como nuevo Ministro Federal de Agricultura, Regiones y Turismo, pero el acto formal no pudo llevarse a cabo debido a la prueba positiva de COVID-19 de Totschnig. Elisabeth Köstinger permaneció en el cargo hasta la toma de posesión de Totschnig el 18 de mayo de 2022. Los cambios previstos en la distribución de los ministerios sólo pueden entrar en vigor después de una enmienda a la Ley de ministerios federales.
Tras la modificación de la Ley de Ministerios Federales, Martin Kocher y Susanne Kraus-Winkler prestaron juramento nuevamente por el Presidente Federal el 18 de julio de 2022.

## Apoyo parlamentario
| Cámara           | Candidato     | Fecha                                                    | Voto |    |    |    |    |    | Ind. | Total  |
| ---------------- | ------------- | -------------------------------------------------------- | ---- | -- | -- | -- | -- | -- | ---- | ------ |
| Consejo Nacional | Karl Nehammer | 6 de diciembre de 2021 Mayoría simple requerida (92/183) | Sí   | 71 |    |    | 26 |    |      | 97/183 |
| Consejo Nacional | Karl Nehammer | 6 de diciembre de 2021 Mayoría simple requerida (92/183) | No   |    | 40 | 30 |    | 15 | 1    | 86/183 |
| Consejo Nacional | Karl Nehammer | 6 de diciembre de 2021 Mayoría simple requerida (92/183) | Abs. |    |    |    |    |    |      | 0/183  |
|                  | Karl Nehammer |                                                          |      |    |    |    |    |    |      |        |
| Consejo Federal  | Karl Nehammer | 6 de diciembre de 2021 Mayoría simple requerida (31/61)  | Sí   | 23 |    |    | 4  |    |      | 27/61  |
| Consejo Federal  | Karl Nehammer | 6 de diciembre de 2021 Mayoría simple requerida (31/61)  | No   |    | 20 | 14 |    |    |      | 34/61  |
| Consejo Federal  | Karl Nehammer | 6 de diciembre de 2021 Mayoría simple requerida (31/61)  | Abs. |    |    |    |    |    |      | 0/61   |

## Gabinete Ministerial
Partido Popular Austríaco     Los Verdes-La Alternativa Verde     Independiente nominado por el Partido Popular Austríaco     Independiente nominado por Los Verdes-La Alternativa Verde

### Canciller Federal de la República de Austria
| Fotografía | Canciller     | Período                | Período             | Partido | Partido | Ref   |
| Fotografía | Canciller     | Inicio                 | Fin                 | Partido | Partido | Ref   |
| ---------- | ------------- | ---------------------- | ------------------- | ------- | ------- | ----- |
|            | Karl Nehammer | 6 de diciembre de 2021 | 10 de enero de 2025 |         |         | [ 9 ] |

### Vicecanciller de la República de Austria
| Fotografía | Vicecanciller | Período            | Período             | Partido | Partido | Ref    |
| Fotografía | Vicecanciller | Inicio             | Fin                 | Partido | Partido | Ref    |
| ---------- | ------------- | ------------------ | ------------------- | ------- | ------- | ------ |
|            | Werner Kogler | 7 de enero de 2020 | Al Próximo Gobierno |         |         | [ 10 ] |

### Ministerios de la Cancillería
| Ministerio                   | Fotografía | Titular             | Período            | Período             | Partido | Partido | Ref    |
| Ministerio                   | Fotografía | Titular             | Inicio             | Fin                 | Partido | Partido | Ref    |
| ---------------------------- | ---------- | ------------------- | ------------------ | ------------------- | ------- | ------- | ------ |
| Mujer y la Integración       |            | Susanne Raab        | 7 de enero de 2020 | Al Próximo Gobierno |         |         |        |
| Unión Europea y Constitución |            | Karoline Edtstadler | 7 de enero de 2020 | Al Próximo Gobierno |         |         | [ 11 ] |

### Ministerios
| Ministerio                                                                    | Fotografía | Titular                | Período                 | Período             | Partido | Partido | Ref    |
| Ministerio                                                                    | Fotografía | Titular                | Inicio                  | Fin                 | Partido | Partido | Ref    |
| ----------------------------------------------------------------------------- | ---------- | ---------------------- | ----------------------- | ------------------- | ------- | ------- | ------ |
| Acción Climática, Medio Ambiente, Energía, Movilidad, Innovación y Tecnología |            | Leonore Gewessler      | 7 de enero de 2020      | Al Próximo Gobierno |         |         | [ 12 ] |
| Agricultura, Regiones y Turismo                                               |            | Elisabeth Köstinger    | 7 de enero de 2020      | 18 de mayo de 2022  |         |         |        |
| Agricultura, Regiones y Turismo                                               |            | Norbert Totschnig      | 18 de mayo de 2022      | Al Próximo Gobierno |         |         | [ 13 ] |
| Arte, Cultura, Función Pública y Deporte                                      |            | Werner Kogler          | 7 de enero de 2020      | Al Próximo Gobierno |         |         | [ 10 ] |
| Asuntos Digitales y Económicos                                                |            | Margarete Schramböck   | 7 de enero de 2020      | 11 de mayo de 2022  |         |         |        |
| Asuntos Digitales y Económicos                                                |            | Martin Kocher          | 11 de mayo de 2022      | Al Próximo Gobierno |         |         |        |
| Asuntos Europeos e Internacionales                                            |            | Alexander Schallenberg | 6 de diciembre de 2021  | Al Próximo Gobierno |         |         | [ 14 ] |
| Asuntos Sociales, Salud, Asistencia y Protección del Consumidor               |            | Wolfgang Mückstein     | 19 de abril de 2021     | 8 de marzo de 2022  |         |         |        |
| Asuntos Sociales, Salud, Asistencia y Protección del Consumidor               |            | Johannes Rauch         | 8 de marzo de 2022      | Al Próximo Gobierno |         |         | [ 15 ] |
| Defensa                                                                       |            | Klaudia Tanner         | 7 de enero de 2020      | Al Próximo Gobierno |         |         | [ 16 ] |
| Educación, Ciencia e Investigación                                            |            | Martin Polaschek       | 15 de diciembre de 2022 | Al Próximo Gobierno |         |         | [ 17 ] |
| Finanzas                                                                      |            | Magnus Brunner         | 15 de diciembre de 2022 | 10 de enero de 2025 |         |         | [ 18 ] |
| Interior                                                                      |            | Gerhard Karner         | 6 de diciembre de 2021  | Al Próximo Gobierno |         |         | [ 19 ] |
| Justicia                                                                      |            | Alma Zadić             | 15 de diciembre de 2022 | Al Próximo Gobierno |         |         | [ 20 ] |
| Mujer, Familia, Integración y Medios de Comunicación                          |            | Susanne Raab           | 1 de febrero de 2021    | 10 de enero de 2025 |         |         | [ 11 ] |
| Trabajo                                                                       |            | Martin Kocher          | 11 de enero de 2021     | Al Próximo Gobierno |         |         | [ 21 ] |

### Secretarías de Estado
| Institución                              | Fotografía | Titular         | Período                 | Período             | Partido | Partido |
| Institución                              | Fotografía | Titular         | Inicio                  | Fin                 | Partido | Partido |
| ---------------------------------------- | ---------- | --------------- | ----------------------- | ------------------- | ------- | ------- |
| Arte, Cultura, Función Pública y Deporte |            | Andrea Mayer    | 15 de diciembre de 2022 | 10 de enero de 2025 |         |         |
| Juventud y las Generaciones              |            | Claudia Plakolm | 6 de diciembre de 2021  | Al Próximo Gobierno |         |         |